# ايرتون ريبيرو سانتوس
ايرتون ريبيرو سانتوس (بالبرتغالية: Airton Ribeiro Santos‏) (21 فبراير 1990 بريو دي جانيرو في البرازيل - ) هو لاعب كرة قدم برازيلي في مركز الوسط. لعب مع بوتافوغو ريغاتاس ونادي إنترناسيونال ونادي بنفيكا ونادي فلامنغو وNova Iguaçu FC ‏ وMesquita Futebol Clube ‏.

## وصلات خارجية
- ايرتون ريبيرو سانتوس على موقع قاعدة بيانات كرة القدم.إي يو (الإنجليزية)
- ايرتون ريبيرو سانتوس على موقع Soccerbase.com (لاعب) (الإنجليزية)
- ايرتون ريبيرو سانتوس على موقع Soccerway.com (الإنجليزية)
- ايرتون ريبيرو سانتوس على موقع AS.com (الإسبانية)